# Rea (nom)
Rea (en grec antic: Ῥέα [r̥é.aː], català: ['re.a]) és un prenom femení d'origen grec
Era el nom de Rea, un Tità en mitologia grega.